# محمد قاسم (بازیکن فوتبال، زاده ۱۹۸۷)
محمد قاسم (عربی: محمد سمير صالح قاسم؛ زادهٔ ۱۷ ژانویهٔ ۱۹۸۷) بازیکن فوتبال اهل فلسطین است.
وی همچنین در تیم ملی فوتبال فلسطین بازی کرده است.